# 신코타리촌
신코타리촌(일본어: 新神足村)은 일본 교토부 오토쿠니군에 설치되었던 촌이다.